# Parafia św. Józefa w Puławach
Parafia Świętego Józefa w Puławach – parafia rzymskokatolicka w Puławach, należąca do archidiecezji lubelskiej i dekanatu Puławy. Została erygowana 12 sierpnia 1676, wówczas w samodzielnej miejscowości Włostowice. Mieści się przy ulicy Włostowickiej.

## Historia
Od 1601 roku przy drewnianej kaplicy chowano zmarłych, a od 1639 zamieszkiwał tu na stałe kapłan, a w 1676 erygowano parafię. Parafia powstała przez wydzielenie z parafii w Jaroszynie następujących miejscowości: Parchatka, Puławy, Skowieszyn, Włostowice i Wólka Profecka.  
Kościół parafialny wybudowany w latach 1725–1728 według projektu architekta Franciszka Magiera, z fundacji Elżbiety Sieniawskiej). W 1919 roku terytorium parafii uległo zmniejszeniu na rzecz nowo erygowanej parafii Wniebowzięcia NMP w Puławach, wcześniej obejmowała ona również miasto Puławy. 
Obecny cmentarz założono w 1801 roku.

## Teren parafii
Teren parafii obejmuje: miejscowość Parchatkę, Skowieszyn oraz część Puław (ulice: Blacharska, Czachowskiego, Dwernickiego, Frankowskiego, Głowackiego, Górna, Jabłoniowa, Jasińskiego, Kazimierska, Kilińskiego, Kowalska, Koźmiana, Krasickiego, Krzywa, Langiewicza, Madalińskiego, Malinowa, Mierosławskiego, Miła, Modrzewiowa, Mokra, Murarska, Norblina, Padlewskiego, Piaseczna, Połaniecka, Powiśle, Racławicka, Sierakowskiego, Słoneczna, Stolarska, Ślusarska, Świerkowa, Tokarska, Traugutta, Trembeckiego, Wiśniowa, Włostowicka, Woronicza, Wysockiego, Zabłockiego, Zbożowa, Zielona).